# سیارک ۶۸۴۷
سیارک ۶۸۴۷ (به انگلیسی: 6847 Kunz-Hallstein، نامگذاری:1977RL) شش هزار و هشتصد و چهل و هفتمین سیارک کشف شده‌است که در ۵ سپتامبر ۱۹۷۷ کشف شد.
قدر مطلق سیارک برابر ۱۳٫۷۰ است.